# Robert Zawada (pilot)
Robert Zawada (ur. 29 stycznia 1967 w Świdniku) – kapitan rezerwy pilot Wojska Polskiego, sejmowy ekspert lotniczy, autor książki Związane skrzydła.

## Życiorys
Do ukończenia szkoły podstawowej wychowywał się w Świdniku. Ukończył Liceum Lotnicze w Dęblinie w roku 1986 oraz Wyższą Oficerską Szkołę Lotniczą na kierunku pilot śmigłowca w roku 1990. W tym czasie latał na szybowcach, samolotach Zlín Z-42, PZL-110, śmigłowcach Mi-2, Mi-8, Mi-17.
Po promocji trafił do Marynarki Wojennej, gdzie spędził 16 lat.
Początkowo wykonywał loty na śmigłowcach ratownictwa morskiego Mi-14PS, biorąc udział w wielu akcjach ratowniczych nad Bałtykiem oraz w międzynarodowych ćwiczeniach ratowniczych w całej Europie. W 1995 r. przeszkolił się na śmigłowce zwalczania okrętów podwodnych Mi-14PŁ.
W roku 2000 Marynarka Wojenna RP otrzymała w darze od Amerykanów dwie fregaty rakietowe typu Oliver Hazard Perry. Jednostki miały być wyposażone w wielozdaniowe śmigłowce pokładowe SH-2G Super Seasprite. Dowodzenie kluczem tych śmigłowców, jak i całym lotnictwem pokładowym MW powierzono kpt. Zawadzie.
W roku 2003, wraz z trzema innymi pilotami oraz dwoma nawigatorami, brał udział w szkoleniu lotniczym w Kaman Corporation w Bloomfield w stanie Connecticut w USA, gdzie wyszkolił się do poziomu instruktora oraz oblatywacza.
Po powrocie do kraju brał udział w wielu rejsach na pokładzie fregat, między innymi w Zespole Sił Stałego Reagowania NATO (SNMG1) jako dowódca Grupy Lotniczej.
Wielokrotnie prezentował możliwości śmigłowców MW na różnego rodzaju pokazach w kraju i za granicą.
Jako przedstawiciel Dowództwa Marynarki Wojennej RP brał udział w obradach grup roboczych lotnictwa pokładowego, jak i samolotów patrolowych w kwaterze głównej NATO w Brukseli oraz różnego rodzaju konferencjach, między innymi w konferencji logistycznej dotyczącej doposażenia śmigłowców SH-2G "Program Management Review" w Jacksonville.
We wrześniu 2006 odbył swój pożegnalny lot w lotnictwie wojskowym i odszedł na wcześniejszą emeryturę.
W 2007 podjął pracę w Lufthansa Systems Poland, gdzie pracuje do dziś. Od 2009 roku sejmowy ekspert lotniczy. Od 2014 roku ekspert w PKBWL. W 2014 roku został zaproszony do pisania bloga na platformie Radia Gdańsk.